# دورا-هیتا
دورا-هیتا (به ژاپنی: どら平太) فیلمی به کارگردانی کن ایچیکاوا است که در سال ۲۰۰۱ منتشر شد. از بازیگران آن می‌توان به کوجی یاکوشو، بونتا سوگاوارا، ریودو اوزاکی، تسوروتارو کاتااوکا و تاکاشی میکه اشاره کرد.